# جليل الخفاجي
جليل كريم أحمد الخفاجي (1942-2019) كيميائي عراقي.

## نشأته وحياته العلمية
ولد الدكتور جليل عام 1942 في محلة الأكراد وسط الحلة، محافظة بابل، حصل على شهادة البكالوريوس بتخصص الكيمياء من جامعة بغداد عام 1965، والدكتوراه من ألمانيا في تخصص الكيمياء الفيزيائية.

## حياته العملية
حصل على تسع براءات اختراع داخل وخارج العراق، منها استخدام الماء الطبيعي بدلاً من الغاز الطبيعي في صناعة الحديد. كما نال خمس مرات على التوالي تكريم وزارة التعليم العالي والبحث العلمي ب(وسام التميز العلمي). وشارك بتقيم جامعات العالم للأعوام 2016-2017-2018 بطلب من مؤسسة الكولتي ستار (QS) الأمريكية. وفي عام 2011 تم اختياره كأحد خمسة أشخاص مهمين جداً في الكيمياء من قبل رودكس للتكنولوجيات الكندية. لقبة ماركوس (هو از هو) الأمريكية بقمة المهنية بالعالم لعام 2019. كما فاز الدكتور جليل الخفاجي بالمرتبة الأولى من بين علماء العالم في بحوث الحديد والصلب في الولايات المتحدة، وقال الدكتور:
«قدمت بحثاً حول صناعة الحديد والصلب وحصل على المرتبة الأولى من ضمن خمسة بحوث قدمت من ألمانيا وأستراليا وأمريكا وغيرها، عندها طلب مني الأمريكيون أن أقيم عندهم، وعرضوا علي ميزانية مالية مفتوحة مقابل العمل معهم لكني رفضت، لأن وطني وجامعتي بابل يستحقان أن أقدم لهما الأكثر»

## من أبحاثه
- دراسة تأثير بخار الهيدرازين على سطح سبيكة الألمنيوم G3/50[7]
- إضافة الهايدرزين إلى الأصباغ لمنع تآكل السبائك[8]
- Cross Linking Condensation Polymerization of Rayon Fiber [9][10]
- Absorptivity Test of Ceramic Insulators Carried on Composite Materials Using as Catalyst[11]
- Effects of natural pigments on the poly(methyl methacrylate) biopolymer[12]
- بحث حول الحليب الاخضر (الكرفس) الذي يقي من الأشعة المسرطنة، والذي أنجز القسم الأكبر منه في جامعة كاليفورنيا، ونشره في أمريكا.[13]

إضافة إلى العشرات من الأبحاث القيمة

## الوفاة
توفي في 30 نوفمبر 2019، وكانت وفاته غامضة بحسب ما أوردت وسائل الإعلام، التي أكدت على أنه اغتيل بعد كشفه معلومات خطيرة تتعلق بطبيعة الغاز المستخدم ضد المتظاهرين في ساحات التظاهر في مدن العراق.